# Шлюмберже, Леон-Гюстав
Леон-Гюстав Шлюмберже (фр. Gustave-Léon Schlumberger; 17 октября 1844[…], Гебвиллер — 9 мая 1929, Париж) — французский историк, археолог, крупный специалист в области нумизматики и византийской сигиллографии.
Первоначально занимался медициной (с 1872 г. — доктор медицины), затем целиком перешел к историческим исследованиям.
Его главные работы посвящены истории Византии. Они богаты фактическим материалом, отличаются блестящим стилем, занимательностью изложения; для периода крестовых походов использованы восточные источники. Его сочинения сыграли значительную роль в популяризации истории Византии в широких читательских кругах.
Член Академии надписей (1884). Член-корреспондент Российской Академии наук c 06.12.1924 г. — отделение исторических наук и филологии, по разряду исторических наук (история, археология).

## Труды
- 1878—1882: Numismatique de l’Orient Latin (Paris)
- 1884: Les îles des Princes (Calmann Lévy, Paris)
- 1890: Un empereur byzantin au dixième siècle: Nicephore Phocas (Paris)
- 1896—1905: L’Épopée byzantine à la fin du dixième siècle (Hachette, Paris, 3 volumes)
- 1898: Renaud de Châtillon, prince d’Antioche, seigneur de la terre d’Outre-Jourdain (Plon, Paris)
- 1906: Campagnes du roi Amaury Ier de Jérusalem en Égypte, au XIIe siècle
- 1914: Prise de Saint-Jean-d’Acre, en l’an 1291
- 1922—1923: Récits de Byzance et des Croisades (Plon, Paris)
- 1927: Byzance et les croisades (Lib. Paul Geuthner, Paris)
- 1934: Mes Souvenirs 1844—1928 (Plon, Paris — posthume)
- 1962: Lettres De Deux Amis (Institut Français, Athènes — correspondance)